# Samerberg
Samerberg là một xã ở huyện Rosenheim bang Bayern thuộc nước Đức. Nó có khoảng 78 cụm nhà, nhưng không có nơi nào tên như vậy. Trụ sở của xã được đặt tại làng Törwang.

### Các xã lân cận
|                | Rohrdorf       |                    |
| Neubeuern      | Các xã lân cận | Frasdorf           |
| Nußdorf am Inn | Erl (Áo)       | Aschau im Chiemgau |